# Volksbank Stuttgart
Die Volksbank Stuttgart eG ist eine der größten Genossenschaftsbanken in Baden-Württemberg. Bei den Genossenschaftsbanken in Deutschland steht sie auf Platz 18. Ihr Geschäftsgebiet erstreckt sich über die Stadt Stuttgart und umliegende Gemeinden sowie über große Teile des Rems-Murr-Kreises.

## Geschichte
Die Volksbank Stuttgart entstand im Jahr 2010 durch Fusion zwischen der Volksbank Rems eG und der Stuttgarter Volksbank AG. Bundesweit erstmals wurde dabei eine Aktiengesellschaft (Stuttgarter Volksbank) in eine Genossenschaft verschmolzen. 2015 folgte die Fusion mit der Korber Bank eG, 2016 die Fusion mit der Kerner Volksbank eG und der VR-Bank Weinstadt eG, 2018 die Fusion mit der Raiffeisenbank Urbach.

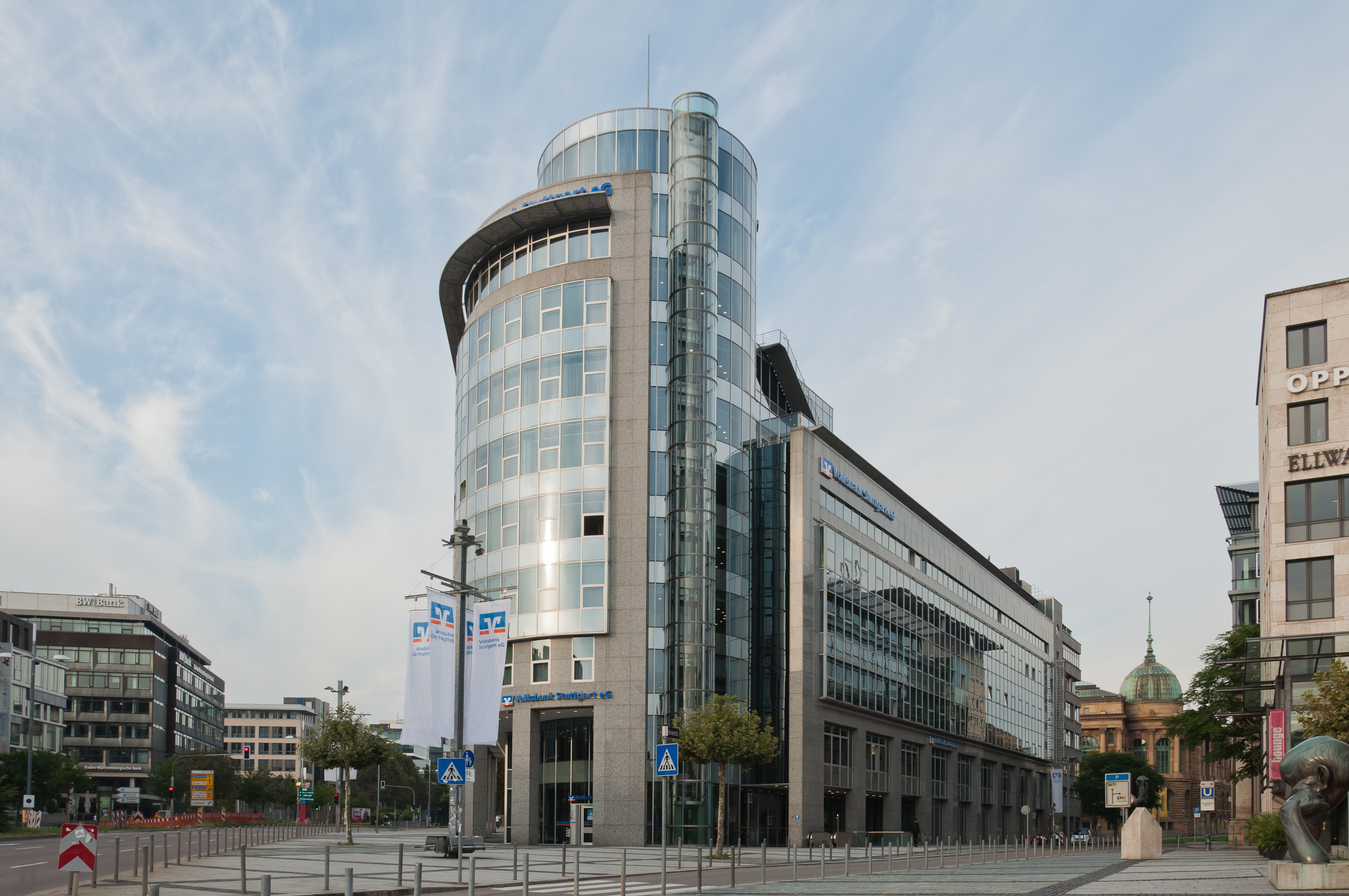
Ehemalige Hauptstelle am Börsenplatz

Im Jahr 2019 bezog die Volksbank Stuttgart ihre neue Hauptverwaltung in der Daimlerstraße (im sogenannten Neckarpark in Bad Cannstatt). Die bisherige Hauptverwaltung in der Börsenstraße wurde zur innerstädtischen Regionaldirektion.

### Volksbank Rems
Die Volksbank Rems eG entstand ihrerseits ebenfalls durch mehrere Fusionen. Im Einzelnen durch die Fusion der 1862 gegründeten Volksbank Schorndorf eG mit der Volksbank Waiblingen eG im Jahr 2002, 2005 erfolgte der Zusammenschluss mit der Volksbank Winnenden eG und 2009 kam die Hegnacher Bank eG hinzu.

#### Volksbank Waiblingen
Am 4. März 1865 gründeten 29 Bürger, Handwerker und Kaufleute im Gasthaus Adler in Waiblingen die Gewerbebank Waiblingen. Ab 1867 bekam der Kassier, der die Hauptaufgabenlast erledigte, eine jährliche Entschädigung von 25 Gulden. 1872 erfolgte die offizielle Eintragung als Gewerbebank Waiblingen, eingetragene Genossenschaft beim königlichen Oberamtsgericht Waiblingen. Nach dem Ersten Weltkrieg wurde am 1. Februar 1919 die erste Zweigstelle in Endersbach eröffnet, am 1. November 1923 die zweite in Fellbach. Die Eröffnungsbilanz nach der Währungsreform 1924 betrug 153.572,29 Reichsmark. Im Zuge der Vereinheitlichung der Firmenbezeichnungen durch den Deutschen Genossenschaftsverband ab 1938 wurde die Bank 1940 in Volksbank Waiblingen umbenannt. Nach der Gründung der Bundesrepublik Deutschland 1945 wurden in den umliegenden Gemeinden von Waiblingen und Fellbach weitere Zweigstellen eröffnet, 1963 wurde das neue Geschäftsgebäude in der Waiblinger Bahnhofsstraße eröffnet und 1965 das 100-jährige Bestehen gefeiert.

#### Volksbank Winnenden
Am 19. April 1865 wurde die Gewerbebank Winnenden als erstes Geldinstitut in Winnenden gegründet. Im Gründungsjahr hatte die Bank 89 Mitglieder und wies eine Bilanzsumme von 33.319 Gulden auf. Ab 1935 firmierte die Bank als Winnender Bank und ab 1940 als Volksbank Winnenden. 1978 wuchs das Geschäftsgebiet, die Bilanzsumme und die Zahl der Filialen durch Fusionen mit der Schwaikheimer Bank, der Genossenschaftsbank Höfen-Hertmannsweiler und der Raiffeisenbank Berglen deutlich.

### Stuttgarter Volksbank
Am 13. November 1913 wurde in Stuttgart eine genossenschaftliche Bank für Haus- u. Grundbesitzer gegründet, die am 16. Februar 1914 als Bank für Haus- und Grundbesitz in Stuttgart e.G.m.b.H den Geschäftsbetrieb aufnahm. Hauptgeschäftsfeld des Instituts waren Hypotheken. 1922 wurde die Bank in „Stuttgarter Bank e.G.m.b.H“ umbenannt. Von 1925 bis 1950 wurden im Stuttgarter Stadtgebiet Zweigstellen errichtet, unter anderem in Cannstatt, Heslach und Gablenberg. 1935 erfolgte die Fertigstellung der neuen Hauptstelle in der Schlossstraße/Seestraße. 1970 entstand durch den Zusammenschluss mit der Feuerbacher Volksbank die Stuttgarter Volksbank, die 1973 in eine Aktiengesellschaft umgewandelt wurde. Anfang der 1980er Jahre wurde die Bank wieder in Stuttgarter Bank AG umbenannt. Im Jahr 2006 erfolgte die Fusion mit der VR-Bank Stuttgart eG zur Stuttgarter Volksbank AG.

### Korber Bank
Die Korber Bank wurde 1913 von 73 Korber Bürgern als Darlehenskassenverein Korb-Steinreinach gegründet.

### Kerner Volksbank
Die Kerner Volksbank eG entstand aus einem Zusammenschluss der Stettener Bank und der Rommelshauser Bank.

#### Rommelshauser Bank
Von 26 Mitgliedern wurde die Rommelshauser Bank am 14. Oktober 1886 als Darlehenskassenverein gegründet. Im Jahre 1888 gab es Einlagen von 7794 Mark. 1937 wurde die Bank in Spar- und Darlehenskasse umbenannt und eine gemeinschaftliche Maschinenbenutzung angeboten. 1959 folgte die Änderung in Rommelshauser Bank eGmbH. Von 1968 bis 1972 stieg der Umsatz von 133 auf 290 Millionen DM an. Gleichzeitig stieg die Zahl der Mitglieder von 1167 auf 1543. Die Bilanzsumme betrug fast 27 Millionen DM.

#### Stettener Bank

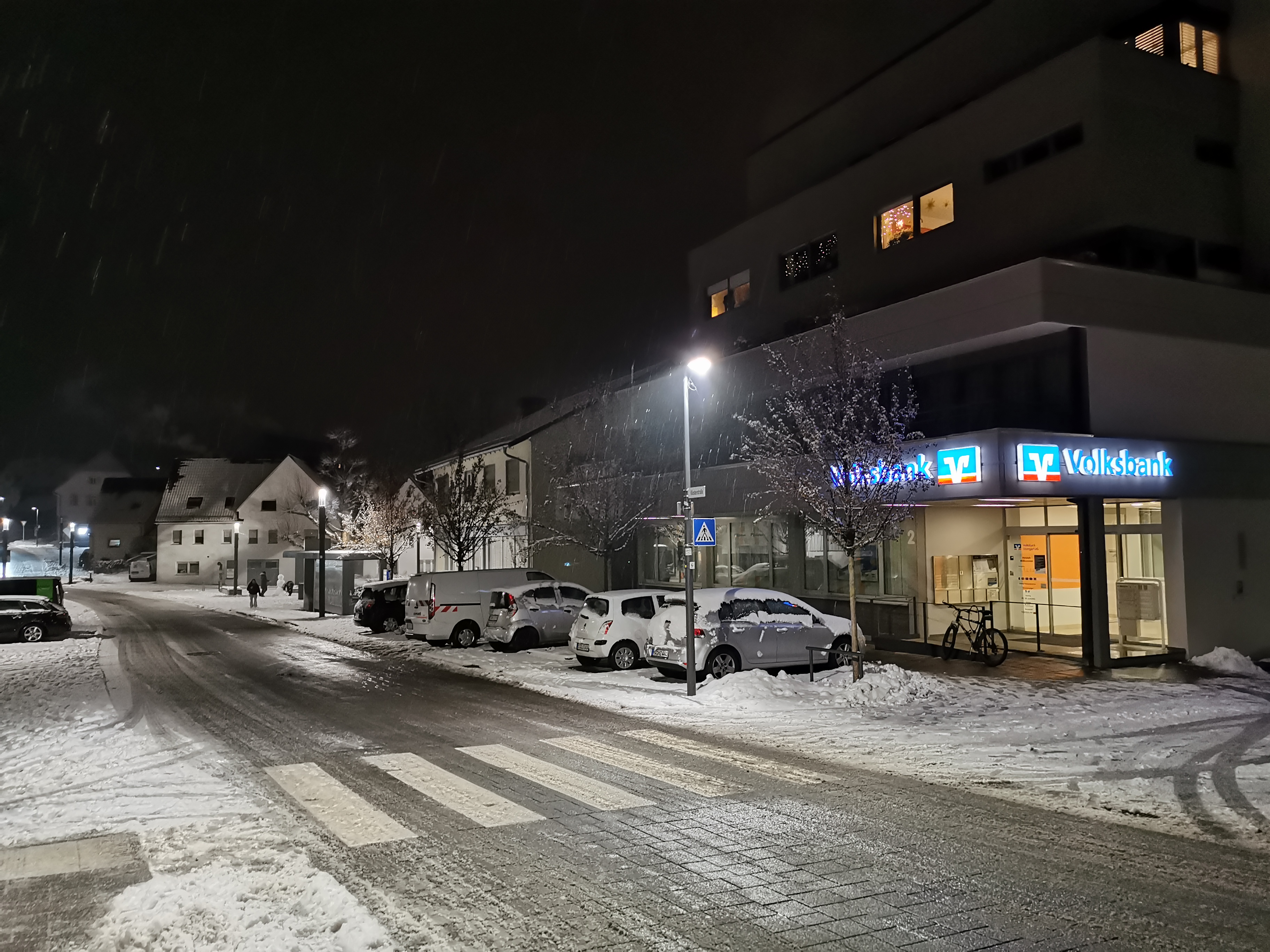
Bankfiliale in Stetten

Am 10. Juli 1893 wurde der Darlehenskassenverein Stetten i.R. von 53 Männern im Rathaus von Stetten, nach Vorbild von Friedrich Wilhelm Raiffeisen gegründet. Abseits vom Bankgeschäft diente der Verein auch als Zusammenschluss zum günstigen Einkauf im landwirtschaftlichen Sektor und zur gemeinsamen Erntevermarktung. Die Bilanzsumme im Jahre 1914 betrug 95.000 Reichsmark. 1924 zählte die Genossenschaft 287 Mitglieder. 1935 erfolgte die Umbenennung in Spar- und Darlehenskasse. 1950 wurde das Geschäftsgebäude eingeweiht, welches sich neben der Genossenschaftskelter befindet. Heute wird dies nur noch zum Warenverkauf genutzt. 1976 folgte die Umbenennung in Stettener Bank.

### VR-Bank Weinstadt
Die Genossenschaftsbank wurde am 9. November 1910 gegründet.

## Gesellschaftliches Engagement
Die Volksbank Stuttgart fördert aktiv die Entwicklung der Region durch Unterstützung von kommunalen Bürgerstiftungen und Investitionen in soziale Projekte vor Ort. Dazu gehört die Unterstützung von Vereinen, gemeinnütziger Einrichtungen, Kindergarten- und Schulprojekten, Seniorenveranstaltungen und Konzerte.

## „Bankiers“
Die Volksbank Stuttgart nennt ihre Mitglieder „Bankiers“, dies soll verdeutlichen, dass die Mitglieder nicht nur Kunden der Bank sind, sondern als Teilhaber aktiv mitentscheiden können. Der Begriff Bankier hat jedoch nicht die Bedeutung des Bankiers nach §39 KWG.